# Османсько-перська війна (1722—1727)
Османсько-перська війна 1722—1727 років — війна, що велася між Османською імперією та Сефевідським Іраном за контроль над усіма західними та північно-західними частинами Ірану на фоні різкого загострення внутрішньополітичної обстановки в Ірані, пов'язаної із поваленням афганцем Мір Ашраф Шахом династії Хотакі, правлячої Сефевідської династії.

## Історія

### Передумови
У 1639 році між Османською імперією і Сефевідською Персією була підписана Зухабська угода результатом якої стало настання тривалого періоду довгого миру між двома ворогуючими державами. В 1709 році була заснована афганська династія гільзаєв Хотакі, які очолили успішне повстання проти своїх сюзеренів Сефевідів. У 1721 році афганські племена гільзаєв з Кандагару вторглися в Персію зі сходу, які в наступному році захопили персидську столицю Ісфаган. З 1722 по 1729 рік вони отримали контроль над частинами сучасного Афганістану та Ірану, скориставшись станом сильного занепаду держави, охопленої громадянськими чварами та королівськими інтригами, внаслідок правління іранської династії Сефевідів. Сефевіди, колись головний ворог і найпотужніший супротивник Османської імперії, з кінця XVII століття різко занепали через некомпетентних правителів і громадянські чвари. Лідер афганців Мир Махмуд проголосив себе новим шахом, однак більшість персидських провінцій цього не визнало. Син султана Хусейна — Тахмасп — втік на північ де проголосив себе шахом. Його опорою стали Азербайджан та прикаспійські провінції.
Скориставшись турбулентністю у сусідній Персії, до північного Ірану вторглися російські війська Петра I. Російські війська захопили частини Дагестану, Азербайджану та Ґіляна та мали претензії на Астарабад, посилаючись на Петербурзький договір. Російське вторгнення викликало напруженість між Османською та Російською імперіями, оскільки Османська імперія не бажала, щоб росіяни перейшли до теперішньої турецької провінції Ширван, якою керував Хаджі Дауд. Однак завдяки переговорам між двома державами напруженість була знижена і 12 (23) червня 1724 року було підписано Константинопольський договір. Російська і Османська імперії домовилися поділити захоплені в Ірану регіони.

### Турецьке вторгнення до Персії
У 1723 році османи розпочали військову кампанію проти Сефевідів на північному заході Персії. Того року Ібрагім-паша захопив місто Тифліс, хоча партизанський опір у провінції тривав ще досить довго. Пізньої весни 1724 року Абдулла-паша вирушив до міста Єреван і зрештою захопив його 28 вересня 1724 року. Авраам пише, що він упав 7 червня, а цитадель — 20 серпня. Гянджа була завойована у вересні. Влітку 1724 року Хой, Куші, Тасудж і Маранд були завойовані османами. У серпні 1724 року османські війська взяли в облогу Тебриз, але 30 вересня були змушені відступити до Тасуджу. Проте османські війська були підкріплені і зрештою у серпні 1725 року змогли захопити Тебриз.
Оскільки османська експансія в Персію тривала, Ашраф Хотак, нещодавно скинувши свого брата Махмуда Хотака з трону, заявив, що є єдиним законним правителем усієї Персії, і вимагав, щоб османи поступилися всіма анексованими ними територіями. Ашраф також проголосив себе сунітським халіфом. Османи розцінили це як дипломатичну образу, розірвали всі зв'язки та оголосили війну афганцям. Однією з головних цілей османів було відновлення династії Сефевідів як васальної держави на троні. І в результаті Ашраф Хотак стратив Солтана Хосейна, колишнього шаха Сефевідів. Війна посилилася, коли османи почали ворожнечу в азербайджанському регіоні в 1726 році.
Османи зосередили в Багдаді сили чисельністю 50 000 або 300 000 осіб із важкою артилерією та почали свою кампанію проти афганців. Афганці, у свою чергу, мобілізували від 15 000 до 20 000 людей, але їм не вистачало артилерії. Ахмад-паша, командувач османською армією, розділив армію на три групи та відправив їх різними маршрутами після прибуття до Газарабата, невеликого села. Через велику чисельність армії йому знадобилося 16 днів, щоб уся армія зосередилася в Хромабаді. Ахмад-паша та армія продовжили свій марш до Хамадана і після прибуття розташувалися табором у Лейласі, поблизу Горована. Ахмад-паша послав посланців до хотакі, але вони були ув'язнені, що призвело до того, що Ахмад-паша вирушив назустріч афганцям у битві. Османи просунулися аж до Марана, але не побачили жодних ознак присутності афганської армії. Ахмад-паша продовжив просування до Казалкенду та Таріхи, але все ще не знайшов жодних сил Хотакі. Приблизно через шість днів після прибуття османів афганці зібрали армію та 20 листопада 1726 року вступили в бій при Хорремабаді. Під час першої битви афганців було відкинуто, коли бій відновився вдруге, афганці перемогли османів і, у свою чергу, повністю розбили їх, змусивши їх тікати до Хамадана.
Після цих боїв османи зазнали втрати морального духу, і поширювалися чутки про те, як вони зазнали поразки, починаючи від того, що на них напали змії з крилами, до того, як небо зливало полум'я на армію, а також твердження, що афганський емір використовував магію. Насправді, однак, основною причиною було те, що і османи, і хотакі були сунітами, і багато хто в османській армії вважав неправильним воювати проти іншої сунітської нації. Крім того, дядько Ашрафа Хотака, Мір Вайс Хотак, використовував епітет Амір, а Ашраф Хотак прийняв епітет «Амір-Вайс». Коли турки почули це ім'я, вони були збентежені і вважали, що це був Амір аль-мумінін. В результаті османські війська були сильно деморалізовані.
Вважаючи за краще не просуватися далі через внутрішні проблеми та стан афганської армії, Ашраф Хотак почав переговори щодо мирної угоди. Хотакі здобули військову перемогу у війні проти османів, а Ашраф також був офіційно визнаний османами шахом. Поряд з цим паломницькі каравани, відправлені афганцями, отримали захист від османської сторони. Османи досягли політичних успіхів після успішних переговорів про збереження захоплених ними земель. Афганці пішли з територій, здобутих після перемог, а османи взяли під свій контроль Зенджан, Солтаніє та Абхар.

### Наслідки
Війна дозволила Ашрафу Хотакі об'єднатися та заручитися підтримкою курдського та зороастрийського населення і навіть шиїтських племен Шахсеван. Тим не менш, афганці все ще становили переважну більшість, іранське населення вважало їх узурпаторами. Як наслідок, це викликало внутрішні повстання та послабило силу афганців та їхньої адміністрації в Ісфагані. І в результаті почалося піднесення Надір Шаха. Після численних боїв афганська армія була вибита з Ісфагана, покинувши місто 21 листопада 1729 року.